# مورن کریکه
مورن کریکه (به فرانسوی: Morne Criquet) یک منطقهٔ مسکونی در فرانسه است که در سن بارتلمی واقع شده‌است.